# Militär-Maria-Theresien-Orden

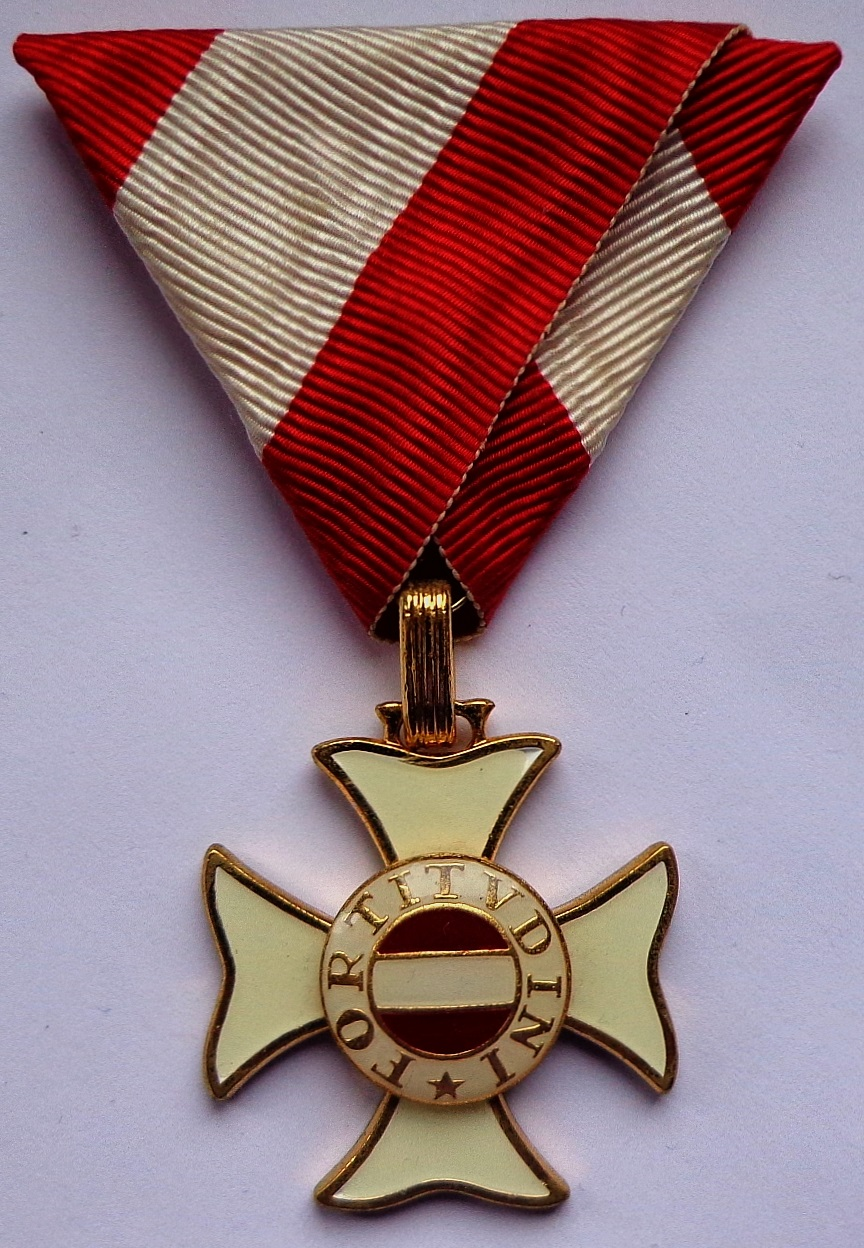
Ritterkreuz des Militär-Maria-Theresien-Ordens

Der Militär-Maria-Theresien-Orden (auch Militär-Maria Theresien-Orden oder Österreichischer Militär-Maria-Theresien-Orden) war die höchste militärische Auszeichnung der Habsburgermonarchie. Der 1757 von Maria Theresia gestiftete Verdienstorden wurde in Form eines mehrstufigen Ritterordens (zuletzt als Großkreuz, Kommandeurkreuz, Ritterkreuz) nur an Offiziere vergeben.

## Geschichte

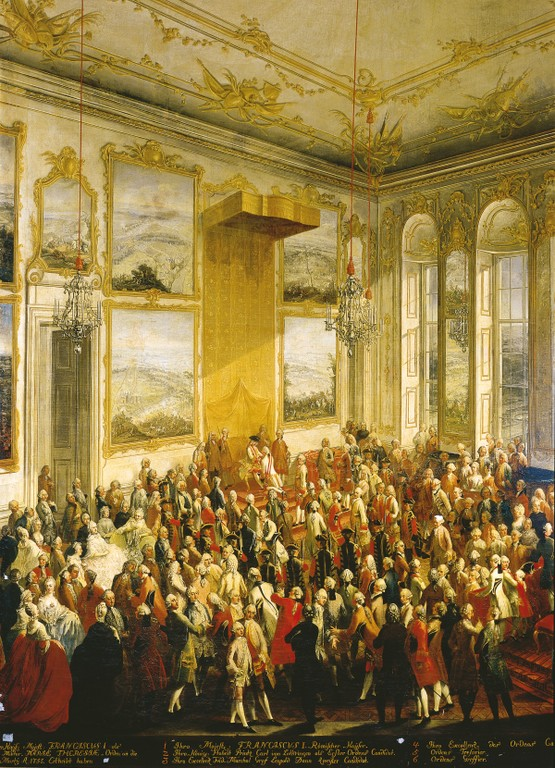
Die erste Verleihung des Maria-Theresien-Ordens 1758. Unter dem Baldachin der Kaiser, links die Stifterin Maria Theresia

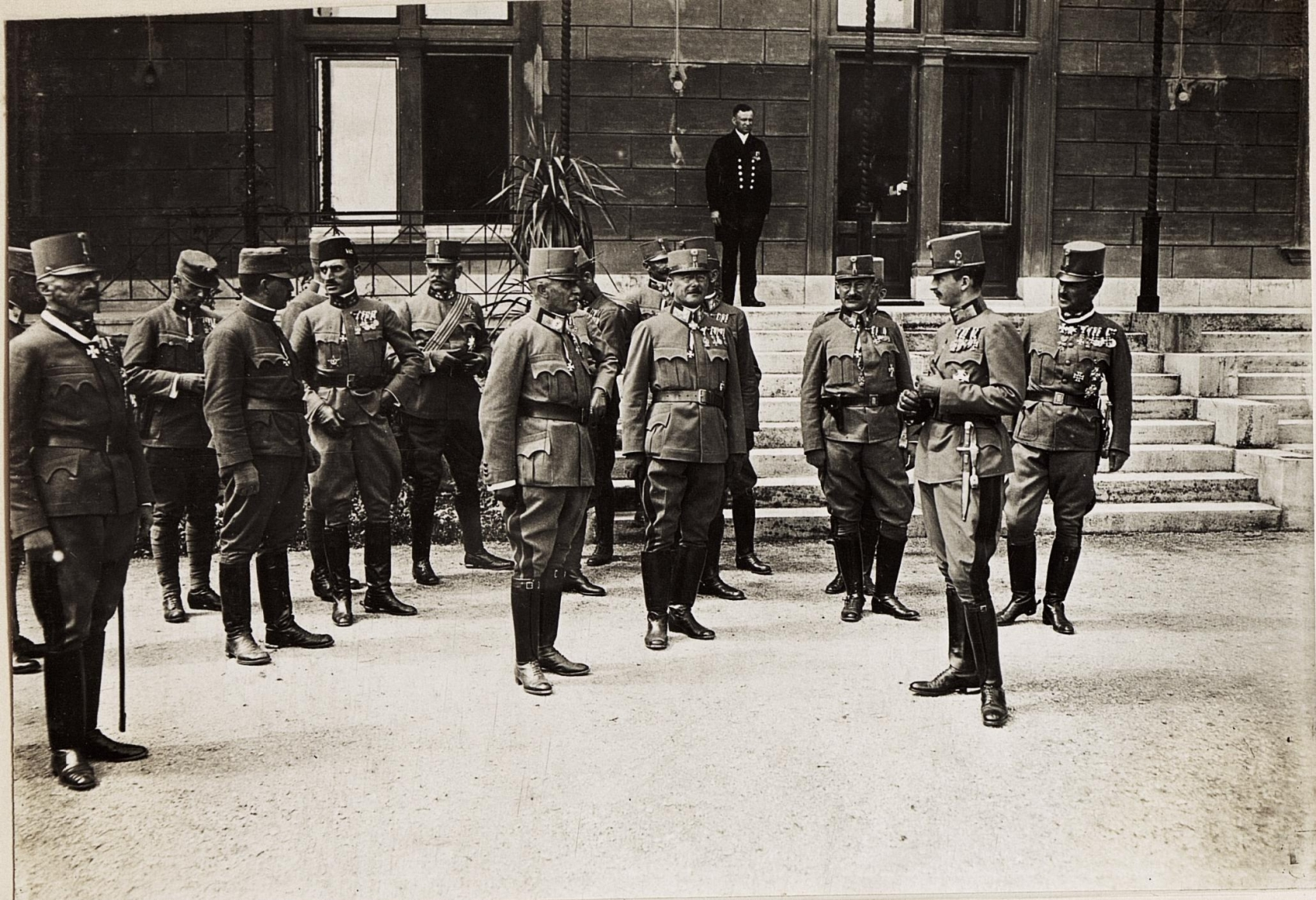
Foto von der Verleihung des Maria-Theresien-Ordens am 17. August 1917 in der Villa Wartholz

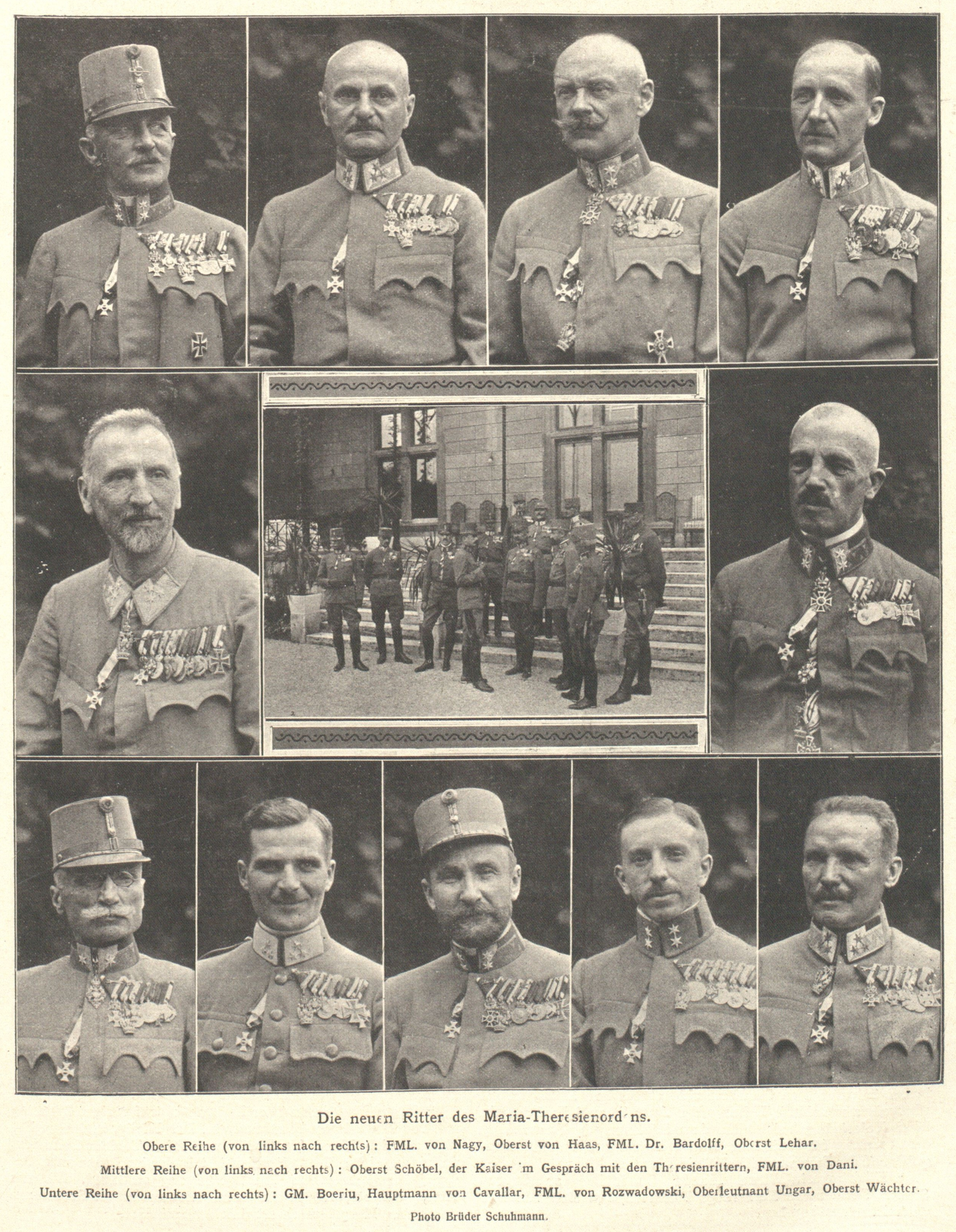
Fotos von der Verleihung des Maria-Theresien-Ordens am 17. August 1918 in der Villa Wartholz

Bereits während des Österreichischen Erbfolgekriegs hegte Maria Theresia die Absicht, einen Anreiz für Armeeangehörige zu schaffen. Mit Ausbruch des Siebenjährigen Krieges wurde beschlossen, einen Militärverdienstorden zu schaffen. Im Frühjahr 1757 wurde mit den Ausarbeitungen der Satzungen begonnen.
Der Orden wurde am 22. Juni 1757 gestiftet, wenige Tage nach dem Sieg des kaiserlichen Heeres in der Schlacht bei Kolin. Der Stiftungstag wurde auf den 18. Juni 1757, der Tag der Schlacht, zurückdatiert und Leopold Joseph von Daun zum ersten Großkreuz ernannt. Der Orden für hervorragende Verdienste von Offizieren im Kriege war damit die erste sichtbare österreichische Militärauszeichnung. Der Orden wurde zunächst in den Klassen Groß- und Kleinkreuz gestiftet. Als erster Ordensgroßmeister fungierte Maria Theresias Gemahl, der römisch-deutsche Kaiser Franz I. Stephan. Die erste feierliche Verleihung des Ordens (Promotion) fand am 7. März 1758 in Anwesenheit der Stifterin statt, der erste damit Ausgezeichnete war Karl Alexander von Lothringen.
Über die Ernennung neuer Mitglieder entschied ein aus Ordensmitgliedern und hohen Offizieren bestehendes Ordenskapitel, das in regelmäßigen Sitzungen über Neuaufnahmen zu beraten hatte und seine Vorschläge dem Großmeister vorlegte. Als Großmeister des Militär-Maria-Theresien-Ordens fungierte der regierende Monarch.
Am 15. Oktober 1765 führte Kaiser Joseph II. die Klasse der Kommandeure und für Großkreuze einen Bruststern, den „Stern zum Großkreuz“, ein.
Im Laufe der Zeit wurden die Ordensstatuten mehrfach geändert. So dehnte eine Statutenänderung am 8. März 1895 (siehe unten) die Verleihung des Freiherrenstandes auf alle Ordensmitglieder aus.
Vor dem Ersten Weltkrieg gab es in Wien Pläne, eine gemeinsame Ruhestätte der Ritter des Maria-Theresien-Ordens anzulegen, sie wurde aber letztlich nicht realisiert.
Nach dem Ende des Ersten Weltkriegs bestätigte Kaiser Karl I. dem Ordenskapitel die alleinige Kompetenz zur Ernennung neuer Ordensmitglieder. Damit sollte sichergestellt werden, dass hervorragende Leistungen von Offizieren des Ersten Weltkriegs auch nach dem Ende der Monarchie entsprechend gewürdigt würden.
Die letzte Sitzung des Ordenskapitels (von insgesamt 50) fand im Jahr 1931 statt; dabei wurde auch der Beschluss gefasst, dass es danach keine weiteren Sitzungen und Verleihungen des Ordens mehr geben sollte. Der Orden wurde von 1757 bis zu diesem Zeitpunkt lediglich 1243-mal verliehen. Davon waren 61 Großkreuze, 140 Kommandeure und 1042 Ritter.
Der ungarische Reichsverweser Admiral Nikolaus von Horthy versuchte 1938, den Orden zu erneuern, obwohl dies statutengemäß dem „Regierer des Erzhauses Österreich“ vorbehalten war. Allerdings wurde der Orden aus diesem Titel nur einmal, im Januar 1944 an Generalmajor Kornél Oszlányi, verliehen.
Der letzte Ordensinhaber Gottfried Freiherr von Banfield, ein Marineflieger des Ersten Weltkrieges, verstarb 1986. Er hatte am 17. August 1917 von Kaiser Karl I. das Ritterkreuz des Militär-Maria-Theresien-Ordens erhalten.
Heute ist der Militär-Maria-Theresien-Orden zentrales Element der Symbolik der Theresianischen Militärakademie des österreichischen Bundesheeres in Wiener Neustadt.

## Verleihungskriterien
Der Militär-Maria-Theresien-Orden wurde „für aus eigener Initiative unternommene, erfolgreiche und einen Feldzug wesentlich beeinflussende Waffentaten, die ein Offizier von Ehre hätte ohne Tadel auch unterlassen können“, an Offiziere verliehen.
Es kam also bei der Verleihung des Ordens nicht auf Religion oder Abkunft, sondern nur auf militärisches Verdienst insbesondere im Sinne der Eigeninitiative an. Mannschaften und Unteroffiziere konnten den Militär-Maria-Theresien-Orden nicht erhalten; für sie wurde 1789 die Ehren-Denkmünze für Tapferkeit geschaffen.
Das Ordenskapitel prüfte die Taten der Kandidaten und die Verleihung erfolgte sehr zurückhaltend. Der Orden wurde auch dann verliehen, wenn ein Erfolg durch bewusstes Missachten eines Befehls erreicht wurde; dass „erfolgreiche Insubordination“ (also unterschiedslos jede Form von Befehlsverweigerung) durch ihn belohnt wurde, ist aber eine Legende. In Österreich ist daraus die Redewendung entstanden, dass sich jemand „einen Maria-Theresien-Orden verdient“ oder „verdienen will“, der über die eigenen Kompetenzgrenzen hinaus oder gegen anderslautende Anweisungen handelt.

## Aussehen und Trageweise

### Ordenszeichen
Das Insigne des Militär-Maria-Theresien-Ordens war ein geschweiftes, weißes, goldgerändertes Kreuz, dessen vorderer Mittelschild das österreichische Wappen mit der Umschrift FORTITUDINI (Der Tapferkeit) darstellt. Die Rückseite trägt die verschlungenen Buchstaben M T F (Maria Theresia Franciscus).
Der 1765 eingeführte Ordensstern der Großkreuze war silbern und in seinen Winkeln von einem Lorbeerkranz durchzogen. Er konnte aufgenäht als farbige Stoffstickerei getragen werden, später gab es auch Ausführungen aus Metall.

Insigne des Maria-Theresien-Ordens
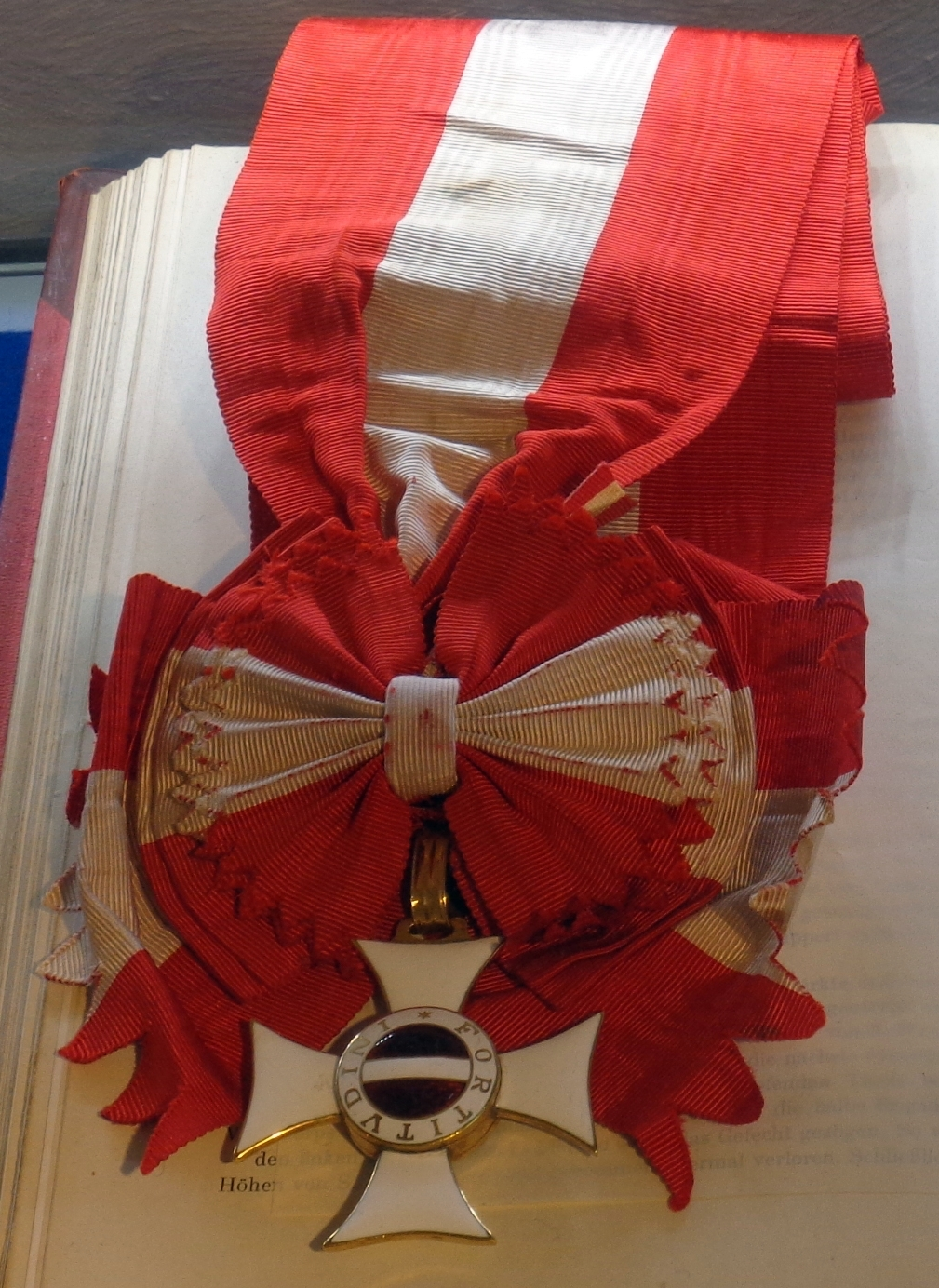
Großkreuz mit Schulterband
Stern zum Großkreuz
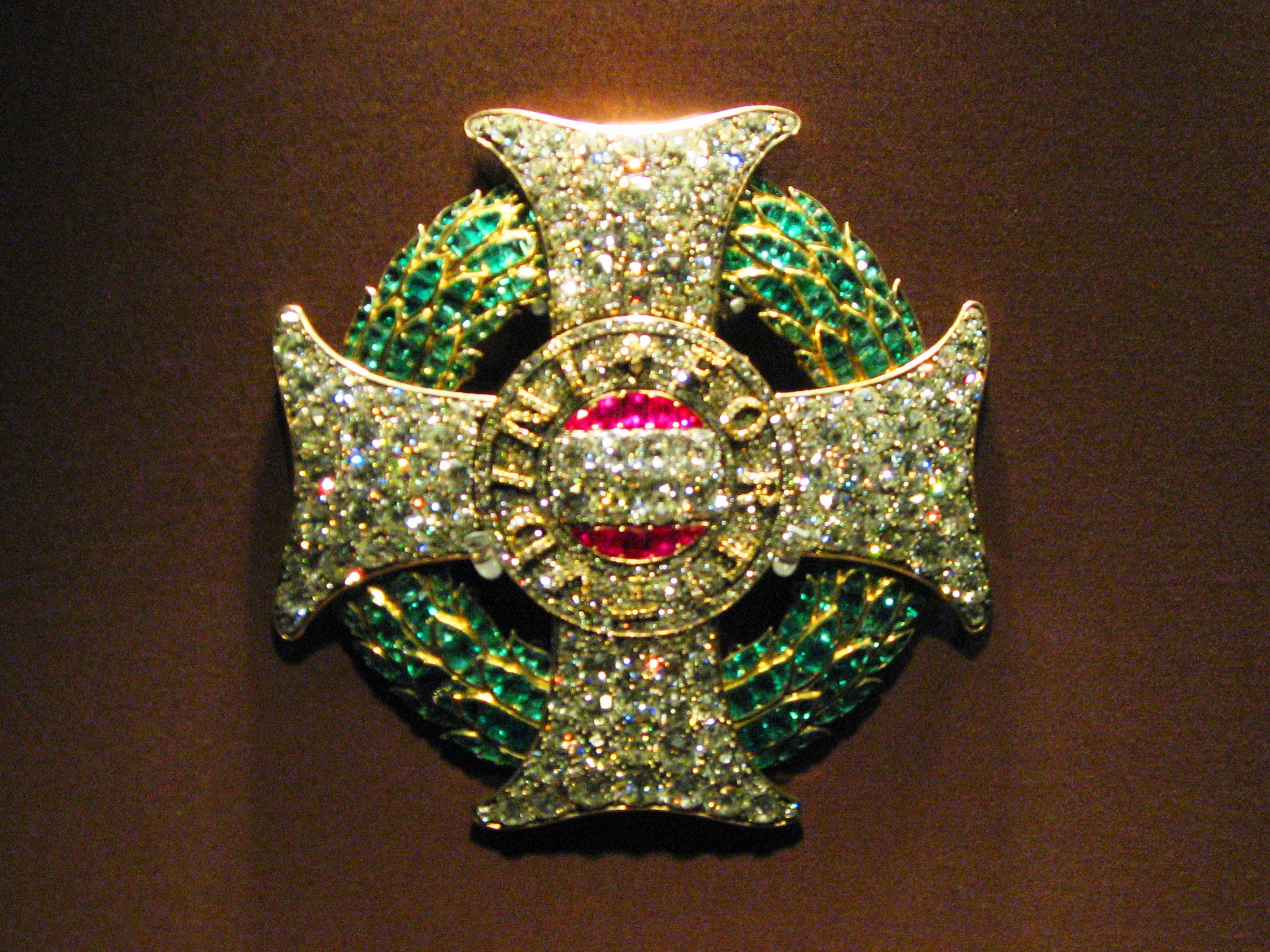
Stern zum Großkreuz mit Brillanten

### Ordensband
Das Ordensband war rot-weiß-rot gestreift.

### Trageweise

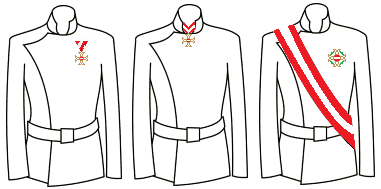
Trageweise von Ritter-, Kommandeur- und Großkreuz

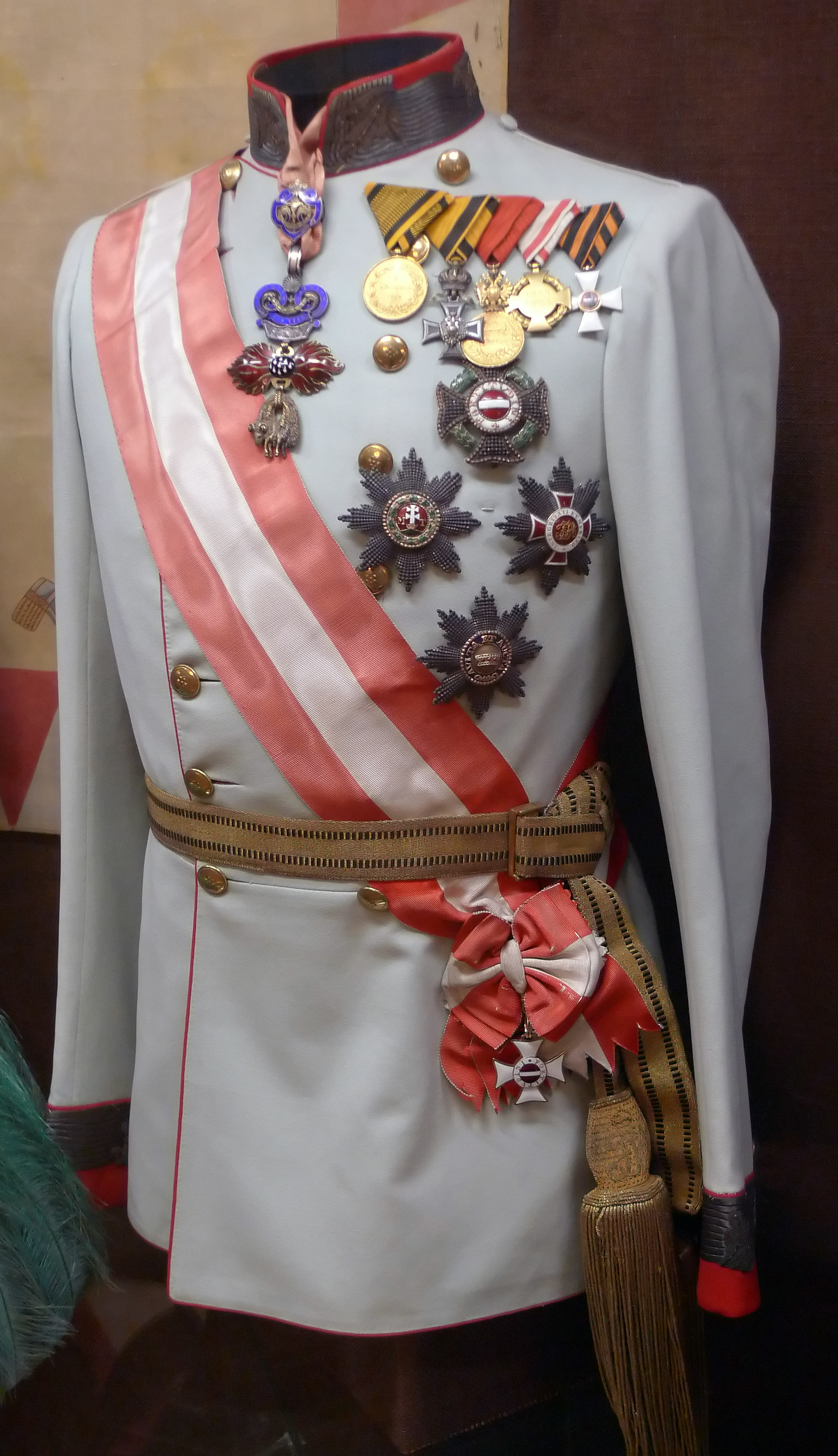
Uniform des Kaisers Franz Joseph I. mit Stern und Schulterband des Militär-Maria-Theresien-Ordens

Einfache Ordensritter trugen das Insigne ursprünglich an einem schmalen Band am Knopfloch, später meist an einem Dreiecksband an der linken Brustseite, Kommandeure am Band um den Hals. Großkreuze trugen das Insigne an einem breiten Schulterband von der rechten Schulter zur linken Hüfte, dazu den Bruststern.
Eine eigene Ordenstracht, wie die meisten anderen hohen Verdienstorden der Habsburgermonarchie, besaß der Militär-Maria-Theresien-Orden nicht; als „Ornat“ wurde die militärische Uniform gewertet.
Die einzelnen Stufen des Maria-Theresien-Ordens konnten auch mit Brillanten verliehen werden. Großkreuze mit Brillanten wurden mehrfach an besonders verdiente Feldherren verliehen, während Ritterkreuze mit Brillanten in drei Fällen an Ordensträger aus Anlass ihres 40-jährigen (oder mehr) Aufnahmejubiläums übergeben wurden.
Der Maria-Theresien-Orden musste immer „im Original“ getragen werden, stand an erster Stelle nach dem Orden vom Goldenen Vlies und damit im Rangverhältnis vor den übrigen Verdienstorden.

## Adelsstand und Privilegien

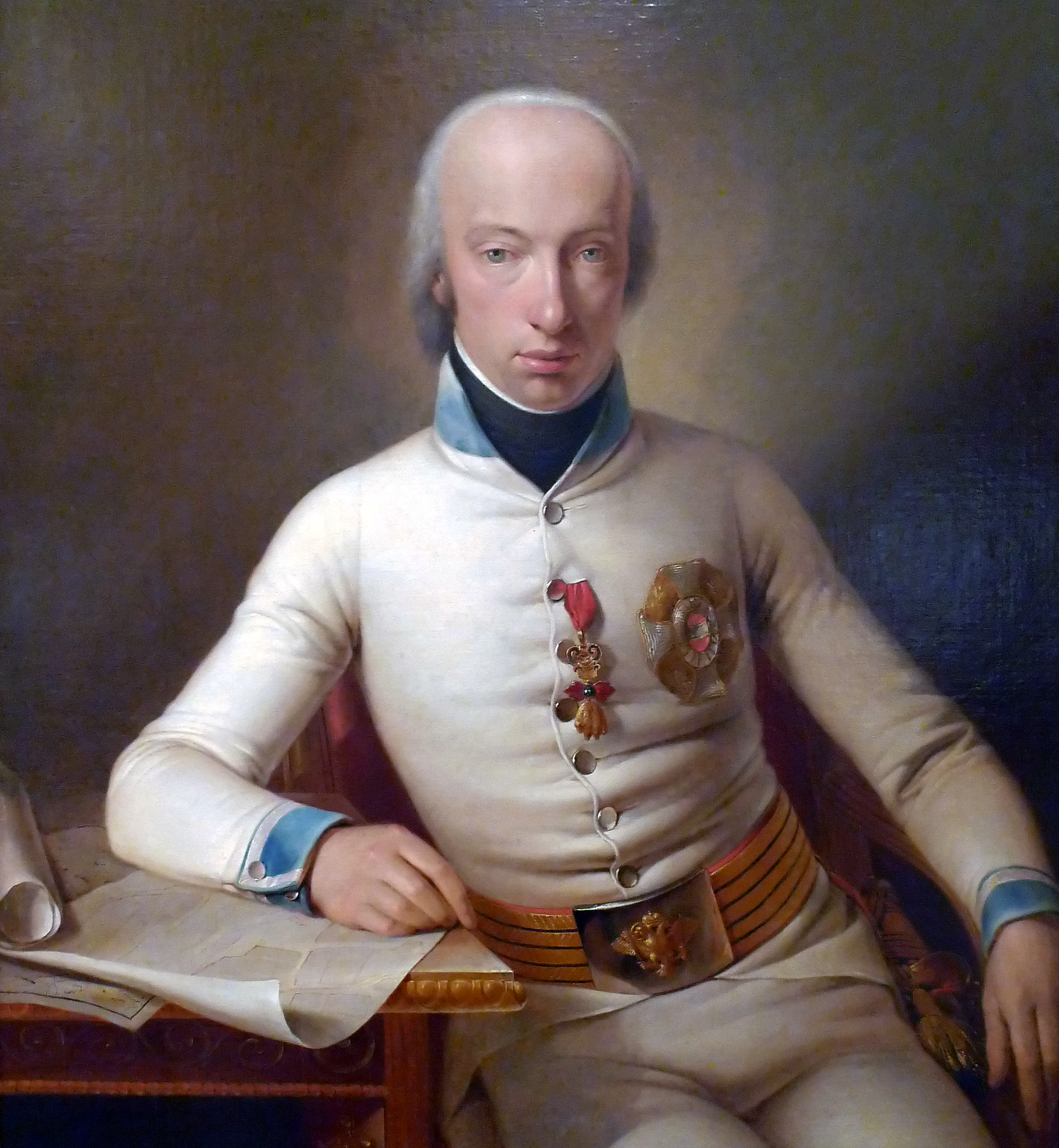
Erzherzog Karl von Österreich-Teschen mit dem Bruststern des Militär-Maria-Theresien-Ordens.

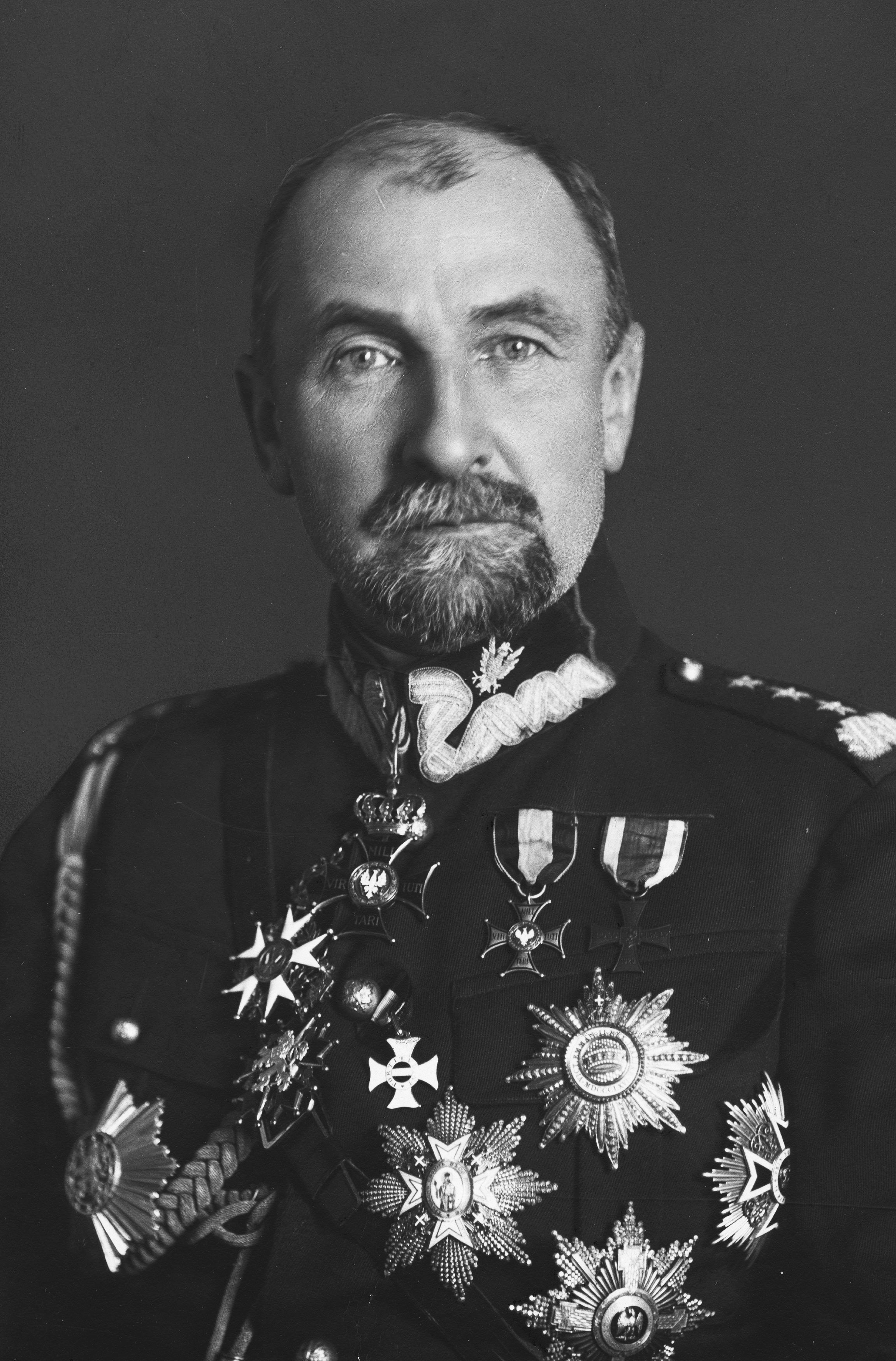
Tadeusz Rozwadowski mit dem Ritterkreuz in Bildmitte

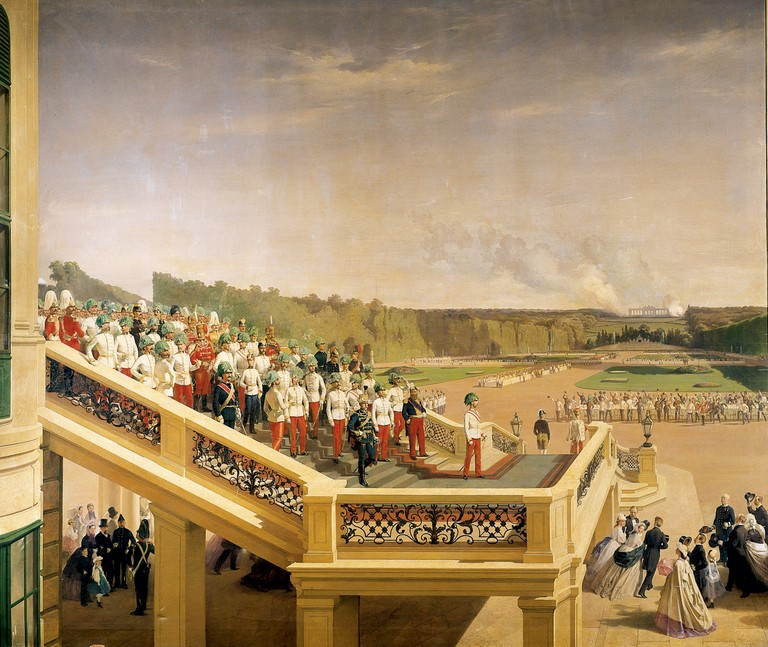
Kaiser Franz Joseph I. auf der Gartenstiege in Schönbrunn anlässlich der 100-Jahr-Feier des Ordens (1857)

Für Untertanen der von den Habsburgern regierten Länder war mit der Zuerkennung des Ritterkreuzes des Militär-Maria-Theresien-Ordens bis 1895 die automatische Erhebung in den Ritterstand (mit dem Titel „Ritter von“) verbunden, zudem hatten Ordensträger das Recht, um die Erhebung in den erblichen Herrenstand (in Österreich als Freiherr, in Ungarn als Baron) unter Ausschluss der sonst üblichen Gebühren und Taxen anzusuchen. Die Zuerkennung des Großkreuzes brachte bis 1895 den Anspruch auf Erhebung in den erblichen Freiherrenstand sowie den Geheimratstitel mit der Anrede „Exzellenz“ und Mitgliedschaft im Hofstaat ein. Durch eine kaiserliche Verordnung vom 8. März 1895 wurden die Ordensstatuten geändert, so dass inländischen Bürgern ab Aufnahme in den Orden automatisch nur mehr der einfache österreichische bzw. ungarische Adelsstand zustand; die taxfreie Erhebung zum erblichen österreichischen Freiherrn bzw. ungarischen Baron konnten Ordensträger hingegen bis 1918 beanspruchen.
Alle Mitglieder des Maria-Theresien-Ordens waren grundsätzlich hoffähig. Als Großmeister des Ordens fungierte der jeweilige „allerhöchste Kriegsherr“, also der regierende Monarch.
Die Verleihung des Maria-Theresien-Ordens war mit einer Pension verbunden, wobei die Witwen der Ordensträger auf Lebenszeit die Hälfte des ursprünglichen Betrages erhielten. Von den Inländern erhielten die 20 ältesten Großkreuze je 1.500 Gulden, die Kommandeure je 600 Gulden, von den Rittern die 100 ältesten je 600 Gulden, die 100 zweitältesten je 400 Gulden jährliche Pension. Die Pensionen wurden auch nach dem Ende der Monarchie in Österreich sowohl von der 1. wie auch 2. Republik weiterbezahlt. Auszahlende Stelle in der 2. Republik war das Bundesministerium für Landesverteidigung.
Mit dem Tode des Inhabers waren die Insignien rückgabepflichtig und werden im Sinne des Allerhöchsten Befehlschreibens vom 11. Februar 1886 im k. u. k. Heeresmuseum in Wien aufbewahrt.
Bei gerichtlich angeordneter Entlassung aus dem Offizierskorps wurde das Ordensmitglied sowohl der Ordensmitgliedschaft als der damit verbundenen Pension verlustig.

## Bekannte Inhaber

### Großkreuz
- Großkreuz des Militär-Maria-Theresien-Ordens

### Kommandeur
- Kommandeur des Militär-Maria-Theresien-Ordens

### Ritter
- Ritter des Militär-Maria-Theresien-Ordens
- Liste der Träger des Ritterkreuzes des Militär-Maria-Theresien-Ordens des Ersten Weltkrieges